# Bolesław Zarako-Zarakowski
Bolesław Zarako-Zarakowski, poljski general, * 30. marec 1894, Połock, † 1963, Moskva.